# Brides-les-Bains
Brides-les-Bains är en kommun i departementet Savoie i regionen Auvergne-Rhône-Alpes i sydöstra Frankrike. Kommunen ligger i kantonen Bozel som tillhör arrondissementet Albertville. År 2022 hade Brides-les-Bains 457 invånare.

## Befolkningsutveckling
Antalet invånare i kommunen Brides-les-Bains
| Referens: INSEE |